# Paducah (Teksas)
Paducah je gradić u američkoj saveznoj državi Teksas. Prema popisu stanovništva iz 2010. u njemu je živjelo 1.186 stanovnika.